# فهرست جایزه‌ها و نامزدی‌های بن افلک
فهرست جوایز و نامزدی‌های بن افلک:

## جوایز و نامزدی‌ها
| سال  | اثر نامزد       | نام جایزه                        | رده                                          | نتیجه    |
| ---- | --------------- | -------------------------------- | -------------------------------------------- | -------- |
| ۱۹۹۸ | ویل هانتینگ خوب | جایزه اسکار                      | بهترین فیلم‌نامه غیراقتباسی مشترک با مت دیمون | برنده    |
| ۲۰۱۳ | آرگو            | جایزه اسکار                      | بهترین فیلم                                  | برنده    |
| ۱۹۹۶ | ویل هانتینگ خوب | جایزه گلدن گلوب                  | بهترین فیلمنامه                              | برنده    |
| ۲۰۲۱ | نوار مناقصه     | جایزه گلدن گلوب                  | بهترین بازیگر نقش مکمل مرد                   | نامزدشده |
| ۲۰۰۶ | هالیوودلند      | جایزه گلدن گلوب                  | بهترین بازیگر نقش مکمل مرد                   | نامزدشده |
| ۲۰۱۲ | آرگو            | جایزه گلدن گلوب                  | بهترین فیلم درام                             | برنده    |
| ۲۰۱۲ | آرگو            | جایزه گلدن گلوب                  | بهترین کارگردانی                             | برنده    |
| ۲۰۱۲ | آرگو            | بنیاد فیلم آمریکا                | فیلم سال                                     | برنده    |
| ۲۰۱۲ | آرگو            | جوایز فیلم بفتا                  | بهترین بازیگر نقش اول مرد                    | نامزدشده |
| ۲۰۱۲ | آرگو            | جوایز فیلم بفتا                  | بهترین کارگردانی                             | برنده    |
| ۲۰۱۲ | آرگو            | جوایز فیلم بفتا                  | بهترین فیلم                                  | برنده    |
| ۲۰۱۲ | آرگو            | جایزه انجمن کارگردانان آمریکا    | بهترین فیلم                                  | برنده    |
| ۲۰۰۲ | پراجکت گرین‌لایت | جایزه امی ساعات پربیننده         | بهترین فیلم                                  | نامزدشده |
| ۲۰۰۴ | پراجکت گرین‌لایت | جایزه امی ساعات پربیننده         | بهترین فیلم                                  | نامزدشده |
| ۲۰۰۵ | پراجکت گرین‌لایت | جایزه امی ساعات پربیننده         | بهترین فیلم                                  | نامزدشده |
| ۱۹۹۷ | آرماگدون        | جایزه سینمایی و تلویزیونی ام‌تی‌وی | بهترین فیلم                                  | نامزدشده |
| ۱۹۹۸ | آرماگدون        | جایزه سینمایی و تلویزیونی ام‌تی‌وی | بهترین فیلم                                  | نامزدشده |
| ۱۹۹۸ | آرماگدون        | جایزه سینمایی و تلویزیونی ام‌تی‌وی | بهترین فیلم                                  | نامزدشده |
| ۲۰۰۰ | آرماگدون        | جایزه سینمایی و تلویزیونی ام‌تی‌وی | بهترین فیلم                                  | نامزدشده |
| ۲۰۱۲ | آرگو            | جایزه سینمایی و تلویزیونی ام‌تی‌وی | بهترین فیلم                                  | نامزدشده |
| ۲۰۱۲ | آرگو            | تهیه‌کنندگان                      | بهترین فیلم                                  | برنده    |
| ۱۹۹۷ | ویل هانتینگ خوب | جایزه ستلایت                     | بهترین فیلم‌نامه غیراقتباسی                   | برنده    |
| ۲۰۱۰ | شهر             | جایزه ستلایت                     | بهترین کارگردانی                             | نامزدشده |
| ۲۰۱۰ | شهر             | جایزه ستلایت                     | بهترین فیلم‌نامه اقتباسی                      | نامزدشده |
| ۲۰۱۲ | آرگو            | جایزه ستلایت                     | بهترین کارگردانی                             | نامزدشده |
| ۲۰۱۲ | آرگو            | جایزه ستلایت                     | بهترین فیلم                                  | نامزدشده |
| ۱۹۹۸ | آرماگدون        | جایزه ساترن                      | بهترین بازیگر نقش مکمل مرد                   | نامزدشده |
| ۲۰۰۶ | هالیوودلند      | جایزه ساترن                      | بهترین بازیگر نقش مکمل مرد                   | برنده    |
| ۱۹۹۷ | ویل هانتینگ خوب | جایزه انجمن بازیگران فیلم        | بهترین بازیگر نقش مکمل مرد                   | نامزدشده |
| ۱۹۹۸ | شکسپیر عاشق     | جایزه انجمن بازیگران فیلم        | بهترین بازیگر نقش مکمل مرد                   | برنده    |
| ۲۰۱۲ | آرگو            | جایزه انجمن بازیگران فیلم        | بهترین بازیگر نقش مکمل مرد                   | برنده    |
| ۲۰۰۶ | هالیوودلند      | جشنواره فیلم ونیز                | جام ولپی                                     | برنده    |
| ۲۰۱۳ | آرگو            | جوایز برگزیده نوجوانان           | بهترین بازیگر مرد در یک درام                 | برنده    |